# Pol-Clovis Boël
Pol-Clovis Boël (Saint-Vaast, 2 augustus 1868 – Brussel, 13 juli 1941) was een Belgisch industrieel, senator en volksvertegenwoordiger.

## Levensloop
Boël, telg uit het geslacht Boël, was de zoon van Gustave Boël, die zich had opgewerkt tot een van de voornaamste industriëlen in België en meteen als senator en burgemeester van La Louvière ook een publieke rol had gespeeld.
De steile opgang van de familie Boël werd aangetoond door de opname in de adel in 1930 en de bij eerstgeboorte overdraagbare titel van baron, door het huwelijk van Pol-Clovis in 1898 met Marthe de Kerchove de Denterghem met wie hij vier kinderen kreeg en door het huwelijk van hun kinderen en kleinkinderen met leden uit prestigieuze industriële families, zoals Solvay, Janssen, d'Oultremont, Emsens, Thys, of oude adellijke families, zoals de Limon Triest, du Roy de Blicquy, d'Arschot Schoonhoven, de Jonghe d'Ardoye. Hij was de vader van industrieel René Boël en de grootvader van industrieel en liberaal senator Pol-Gustave Boël, ondernemer Yves Boël, Michel Boël, industrieel Jacques Boël, industrieel Daniel Janssen en bankier en industrieel Eric Janssen.
Pol Boël werd mijningenieur en volgde zijn vader op aan het hoofd van de familiale industriële activiteiten, meer bepaald van de Usines Gustave Boël. Hij zorgde tevens voor diversificatie van de activiteiten. Een van de belangrijkste nieuwe ondernemingen was de Société anonyme de fabrication des engrais azotés (Safea). Hij investeerde ook in andere grote ondernemingen zoals de Union Chimique Belge (UCB) van Emmanuel Janssen en zoals de multinational Solvay. Hij stichtte ook de Union financière Boël, waar verschillende financiële holdings uit ontstonden, zoals Sofina, Henex, Glaces de Moustier-sur-Sambre. In de Belgische bankwereld was hij ook aanwezig, zowel in de Bank van Brussel als in de Generale Bankmaatschappij.
Hij werd censor van de Nationale Bank van België en lid van het Hoog Comité van Toezicht.
Zowel hij als zijn vrouw werden tijdens de Eerste Wereldoorlog gearresteerd en weggevoerd.
Op het lokale vlak was hij slechts korte tijd gemeenteraadslid van La Louvière (1900-1906). Hij was wel vele jaren lid van het parlement voor de liberale partij:
- 1906-1921 en 1925-1927: volksvertegenwoordiger;
- 1927 tot aan zijn dood: senator, hetzij rechtstreeks verkozen, hetzij als provinciaal senator. Vanaf 1936 was hij ondervoorzitter van de Senaat.